# 赤松満直
赤松 満直（あかまつ みつなお）は、室町時代中期の武将。
赤松満政の子。赤松系図では赤松教政の弟とされる。嘉吉3年（1443年）6月に管領の畠山持国より赤松家惣領に任命された。しかし播磨は嘉吉の乱で山名宗全の領国となっていたため、その播磨を奪回するため父と共に京都から播磨へ下向した。
しかし宗全も但馬に下向して赤松・山名は東播磨で合戦に及んだ。しかし文安2年（1445年）1月20日に山名軍に敗れて父と共に一族の有馬持家を頼って落ち延びた。だが持家は丹波守護の細川勝元に大敗。保身のため持家は満政と満直らの殺害を決意し、親子は家臣124名ほどと共に4月24日に暗殺されて晒し首にされた。